# Thomas Benton Smith
Thomas Benton Smith (24 février 1838 - 21 mai 1923) est un brigadier général dans l'armée des États confédérés pendant la guerre de Sécession.

## Avant la guerre
Smith naît à Mechanicsville, au Tennessee. Il fréquente les écoles locales avant de s'inscrire à l'académie militaire de Nashville. Il obtient une nomination à l'académie militaire américaine de West Point, New York, mais il démissionne et retourne chez lui. Il occupe ensuite un poste dans le chemin de fer de Nashville & Decatur.

## Guerre de Sécession
Avec l'ordonnance de Sécession du Tennessee et le déclenchement de la guerre de Sécession, Smith s'enrôle dans l'armée confédérée comme officier dans le 20th Tennessee Infantry. Il participe d'abord aux actions de combat à la bataille de Mill Springs , en janvier 1862, et en avril de la même année participe à la bataille de Shiloh. Plus tard dans l'année, après avoir été promu colonel du 20th Tennessee et pris le commandement d'une petite brigade, il fait partie des forces confédérées qui essayent vainement de prendre le poste de l'Union à Baton Rouge, en Louisiane. Le commandant de l'armée confédérée John C. Breckinridge remarque dans son rapport que Smith « est parti contre l'ennemi d'une belle manière ».
À la fin de l'année, il combat lors de la bataille de Stones River, où il subit une grave blessure qui le met hors de combat, pendant la majeure partie de 1863. Après son rétablissement, Smith reprend son service sur le terrain, mais est de nouveau blessé à la bataille de Chickamauga en septembre. Après une autre longue période de récupération, il retourne au combat au cours de la campagne d'Atlanta en 1864. Il est promu brigadier général le 29 juillet 1864, et commande une brigade d'infanterie (la brigade du Tennessee de Tylers), affecté à la division de Bates,  du corps d'armée de Hardee dans l'armée du Tennessee comprenant les 2nd, 10th et 20th Tennessee, le 37th Georgia, les 30th, 37th et 50th Tennessee, consolidés, et le bataillon de tireurs d'élite du 4th Georgia. Lors de sa première action en tant qu'officier général à l'extrême gauche du flanc confédéré à la bataille d'Utoy Creek, il mène personnellement sa brigade lors d'une charge contre les soldats de l'Union qui attaquent, capturant une trentaine de soldats de l'Union et les couleurs du 8th Tennessee Infantry et du 112th Illinois Infantry. L'unité est citée dans l'OR par le lieutenant général confédéré Stephen D. Lee, commandant du corps d'armée, auquel la division de Bates est rattachée pour le service. Il conduit sa brigade dans un assaut lors de la bataille de Jonesborough, cependant le feu terrible des troupes fédérales retranchées les obligent à se retirer dans un ravin pour se protéger lors de l'assaut, le 30 août 1864 et ils ne parviennent pas à déloger l'armée du Tennessee fédérale.
Sa carrière militaire se termine à la bataille de Nashville le 16 décembre. Smith se rend au cours de la bataille. D'après la reddition de Smith et étant désarmé, le colonel de l'Union William L. McMillen, dont la brigade a souffert fortement dans un engagement contre la brigade de Smith, l'aurait réprimandé et ensuite attaqué le général confédéré, alors prisonnier désarmé, avec la propre épée de Smith (une source affirme « délibérément et à plusieurs reprises »). Les lésions cérébrales consécutives de Smtih sont si graves que pendant un temps, il est à craindre qu'il ne survivra pas. Le général confédéré William B. Bate , dans son rapport, déclare, « le général T. B. Smith, commandant la brigade de Tyler, et Finley, se sont comportés eux-mêmes avec un courage héroïque, à la fois pour le meilleur et pour le pire, exécutant toujours les ordres, avec zèle et empressement, et se portant eux-mêmes devant l'ennemi comme chacun en a acquis bravement la réputation ». Détenu à Johnson's Island dans l'Ohio et, plus tard, au fort Warren, dans le Massachusetts, Smith n'est pas relâché avant le 24 juillet 1865.

## Après-guerre
Smith récupère suffisamment pour être en mesure de travailler aux chemins de fer après la guerre de Sécession. Il est candidat pour un siège au Congrès des États-Unis en 1870, mais il perd l'élection. Cependant, les effets persistants des séquelles sauvages causent des dommages permanents, et Smith passe la plupart de ses 47 dernières années dans un asile d'aliénés à Nashville, émergeant parfois pour des réunions de l'armée et d'autres événements sociaux.
Il est enterré à côté de beaucoup de ses anciens camarades dans le cercle confédérée du cimetière de Mount Olivet à Nashville. Il a survécu à McMillen de 21 ans.